# دهستان کبگیان
دهستان کبگیان، یکی از دهستان‌های بخش کبگیان شهرستان بویراحمد در استان کهگیلویه و بویراحمد ایران است.

## جمعیت
براساس سرشماری عمومی نفوس و مسکن در سال ۱۳۹۵، جمعیت دهستان کبگیان برابر با ۴،۸۱۶ نفر بوده‌است.